# Eurycoccus coccineus
Eurycoccus coccineus är en insektsart som först beskrevs av Robert Newstead 1908.  Eurycoccus coccineus ingår i släktet Eurycoccus och familjen ullsköldlöss. Inga underarter finns listade i Catalogue of Life.